# Montmorilloniet
Het mineraal montmorilloniet is een natrium-calcium-aluminium-magnesium-silicaat, een kleimineraal met de molecuulformule
(Na,Ca)0,3(Al,Mg)2Si4O10(OH)2·n(H2O).
Het mineraal montmorilloniet is naar de gemeente Montmorillon in Frankrijk genoemd, de typelocatie, waar het mineraal voor het eerst is beschreven.
Het is een verbinding van fyllosilicaationen met natrium of calcium en met aluminium en magnesium. Het is dus een fyllosilicaat en binnen de kleimineralen een smectiet. Het molecuul is gehydrateerd en er komen twee hydroxylgroepen in voor. Net als andere kleimineralen uit de smectietgroep kan montmorilloniet een variërend aantal watermoleculen opnemen. Smectietmineralen zwellen daardoor op wanneer ze met water in aanraking komen. Vanwege deze eigenschap hebben ze diverse toepassingen, zoals in de bouw of bij de opslag van radioactief afval.
Montmorilloniet is wit, grijswit, geel, bruingeel, groengeel, het heeft een doffe glans en een witte streepkleur. Het heeft een monoklien kristalstelsel en de splijting is perfect volgens kristalvlak [001]. De massadichtheid is 2,35 kg/l, de hardheid is 1,5 tot 2 en het mineraal is niet radioactief.
Montmorilloniet is een van de meest voorkomende kleimineralen en komt voor in schalies en andere sedimentaire gesteenten waar klei in zit. Bodems met grote hoeveelheden montmorilloniet worden vertisolen genoemd. Deze bodems hebben zeer specifieke zwel- en krimpeigenschappen, zoals in droge perioden zichtbaar is aan de brede en diepe scheuren.
Bentoniet is een gesteente dat voor het grootste deel uit montmorilloniet bestaat.

## Websites
- Montmorillonite Mineral Data